# 膳大丘
膳 大丘（かしわで の おおおか）は、奈良時代の貴族・儒学者。姓は臣。名は大岡とも表記する。官位は外従五位下・大学博士。

## 経歴
孝謙朝の天平勝宝4年（752年）の第12次遣唐使に随行して渡唐する。天平宝字5年（761年）第13次遣唐使に従って帰国したと想定され、帰国にあたっては金剛菩薩註金剛般若経を持参したともいう。
称徳朝の神護景雲2年（768年）大学助教の官職にあった際、以下の奏上を行う。
天平勝宝4年（752年）の遣唐使に随従して入唐した際に、先聖（孔子）の遺風を尋ね、膠庠（学校の名前）にある余烈（先人が残した功績）を見ると、国子監に2つの門があり、その額には文宣王（孔子の諡号）廟と記されていた。国子監の学生であった程賢という者によると、今の主上（玄宗）は儒家の教えを尊び、孔子に対して王号を追号したという。このように唐では聖人の徳の名残が今にまで及んでいる。しかし、日本では旧来のままの呼称であるため、日本でも、孔子を文宣王と号してはどうか。
この提案は採用され、日本でも孔子は文宣王と呼ばれるようになった。
その後、光仁朝の宝亀8年（777年）外従五位下に叙爵して大学博士に任ぜられ、宝亀10年（779年）には豊後介を兼帯した。
のちに秋篠寺の住持となる常楼と親交があり、外伝（仏教以外の書物）を教授したという。

## 官歴
『続日本紀』による。
- 時期不詳：正六位上
- 神護景雲2年（768年） 7月30日：見大学助教
- 宝亀8年（777年） 正月7日：外従五位下。正月25日：大学博士
- 宝亀10年（779年） 2月23日：兼豊後介